# امیر رسایی
امیر رسایی (زاده ۶ فروردین ۱۳۲۱ در تهران) خوانندۀ موسیقی پاپ اهل ایران است. او از چهره‌های شناخته‌شدهٔ موسیقی پاپ پیش از انقلاب سال ۱۳۵۷ ایران است و به همراه ویگن، محمد نوری، منوچهر سخایی، عباس مهرپویا، عارف و... از نسل اول خوانندگان موسیقی پاپ ایران به شمار می‌آید.

## زندگی‌نامه
امیرحسین رسایی با نام هنری امیر رسایی در سال ۱۳۲۱ در محلهٔ دروازه شمیران تهران به دنیا آمد. وی در دبستان مزین‌الدوله مشغول به تحصیل شد که ناظم مدرسه هم منوچهر نوذری بود. زمانی که ۱۵ سال داشت در سال ۱۳۳۷ در مجلهٔ اطلاعات بانوان و هم‌زمان در تلویزیونی در ایران شروع به کار کرد که مدیریت آن بر عهدۀ ثابت پاسال بود. وی در آن زمان ترانه‌های راک و ایتالیایی و به خصوص آهنگ‌های ویگن را می‌خواند. در آن زمان علی عباسی که مدیریت مجلهٔ ستارۀ سینما را برعهده داشت، عکس‌های بسیاری از امیر رسایی در مجلۀ خود منتشر می‌کرد. امیر رسایی در ۱۵ سالگی، حدود ۴ سال نزد حسین ملک، سنتور نواخت و شاگرد او بود. مدتی نیز عماد رام به منزل پدری امیر رسایی می‌رفت و با او تمرین می‌کرد. این آموزش‌ها زمانی بود که او زیر ۲۰ سال سن داشت. زمانی که رسایی با رضا ناروند، سرپرست دانشجویان دانشگاه تهران به رادیو رفت، هنرمندانی نظیرِ جواد بدیع‌زاده، حبیب‌الله بدیعی، انوشیروان روحانی، علی تجویدی، مشیر همایون شهردار و مرتضی حنانه از او امتحان گرفتند. قبل از این‌که امیر رسایی وارد رادیو شود چند خوانندۀ اصلی موسیقی پاپ از جمله ویگن، منوچهر سخایی، غلامعلی روانبخش و محمد نوری فعالیت می‌کردند. او در سال ۱۳۴۱ با ابلاغ رسمی وارد رادیو شد و ماهیانه ۱۵۰ تومان به عنوان حقوق دریافت می‌کرد. در آن زمان «رادیو تهران» هنوز به «رادیو ایران» تغییر نام نداده‌بود. استودیوی شمارۀ ۸ هنوز افتتاح نشده‌بود و بیشتر آثار موسیقی در استودیوی شماره ۲ اجرا می‌شد. امیر رسایی در آن زمان با ارکستر برنامهٔ «شما و رادیو»، ارکستر «پاپ موزیک» و ارکستر «جوانان» همکاری داشت.
در ۱۱ اردیبهشت ۱۳۵۶، احمد مسعود مدیر کاباره تهران با امیر رسایی قراردادی بست که برای افتتاح این کاباره در لس آنجلس برنامه اجرا کند. وی در آن زمان در ایران همراه با هایده در «کاباره باکارا» می‌خواند. قرارداد وی با احمد مسعود به مدت سه ماه بود. به همین علت او از رادیو سه ماه مرخصی گرفت. ابتدا از ایران به نیویورک و پس از آن به لس آنجلس رفت. قراردادش در آنجا از سه ماه به شش ماه تمدید شد و از آن پس هر سه ماه تمدید می‌شد. امیر رسایی به ناچار خانه‌ای در لس آنجلس خرید و تا سال ۱۳۵۹ به فعالیت در کاباره تهران ادامه داد. او پس از انقلاب ۱۳۵۷ ایران، به ناچار در آمریکا ماند. امیر رسایی در دههٔ ۱۳۸۰ برای گرفتنِ مجوز فعالیت و انتشار موسیقی در ایران تلاش کرد.

## آلبوم‌ها
- چشم‌آبی
- هوار
- یاد اون روزها ۱
- یاد اون روزها ۲
- فال
- عشق و نیایش
- قبیله
- میخونه
- عزیزم

## ترانه‌شناسی

### چشم‌آبی
| نام ترانه    | ترانه‌سرا     | آهنگساز         | تنظیم           | انتشار |
| ------------ | ------------ | --------------- | --------------- | ------ |
| چشم‌آبی       | میشا جاودانی | ترکی استانبولی  | ارکستر ترکیه    | ۱۳۶۷   |
| عروس و داماد | امیر رسایی   | رازمیک میناسیان | رازمیک میناسیان | ۱۳۶۷   |
| خدیجه        | میشا جاودانی |                 | ارکستر ترکیه    | ۱۳۶۷   |
| خانوم        | میشا جاودانی |                 | ارکستر ترکیه    | ۱۳۶۷   |

### هوار
| نام ترانه                 | ترانه‌سرا           | آهنگساز            | تنظیم          |
| ------------------------- | ------------------ | ------------------ | -------------- |
| هوار                      | سعید دبیری         | محمود قراملکی      | واروژان        |
| گریه                      | اردلان سرفراز      | حسن شماعی‌زاده      | سیمون آوانسیان |
| مرد سرگردان               |                    | محمود قراملکی      |                |
| تیشه و ریشه               | سعید دبیری         | ترکی استانبولی     | ناصر چشم‌آذر    |
| رفتم من از یاد            | کریم فکور          | سیاوش قمیشی        | اریک آرکانت    |
| پل                        | اصغر واقدی         | محمود قراملکی      | آندرانیک       |
| چشمه                      | اردلان سرفراز      | حسن شماعی‌زاده      | حسن شماعی‌زاده  |
| آی دختر                   | آذر صراف پور       | ترکی استانبولی     | آندرانیک       |
| ناز قو                    | سعید دبیری         | سیاوش قمیشی        | اریک آرکانت    |
| نکنه یادت بره             | آذر صراف پور       | حسن لشگری          | آندرانیک       |
| امروز و فردا              | اردلان سرفراز      | حسن شماعی‌زاده      | سیمون آوانسیان |
| مگه نه                    | اصغر واقدی         | محمود قراملکی      | آندرانیک       |
| تنگ بلور                  | کریم فکور          | محمود قراملکی      | آندرانیک       |
| عزیزم                     | سعید دبیری         | ترکی استانبولی     |                |
| دل من غصه رو باور می‌کنه   | سعید دبیری         | محمود قراملکی      | محمود قراملکی  |
| کمر باریک (همراه با پرتو) | فولکلور افغانستانی | فولکلور افغانستانی | جلیل زلاند     |

### یاد اون روزها ۱
| نام ترانه                   | ترانه‌سرا             | آهنگساز        | تنظیم                  |
| --------------------------- | -------------------- | -------------- | ---------------------- |
| اسم                         | رضا شمسا             | ترکی استانبولی | مجتبی میرزاده          |
| گمگشته (سرنوشت)             | رضا شمسا             | محمود قراملکی  | محمود قراملکی          |
| تولد عشق                    | رضا شمسا             | محمود قراملکی  | مجتبی میرزاده          |
| دامن صحرا                   | کریم فکور            | زاون اوهانیان  | زاون اوهانیان          |
| قصۀ شنیدنی                  |                      | تقدسی          | گروه هنرهای زیبای کشور |
| عروس خانوم                  |                      |                |                        |
| بوتۀ خار                    | رحیم معینی کرمانشاهی | امیر رسایی     | ناصر چشم‌آذر            |
| یاد اون روزهای خوب (می‌دونم) | بامداد جویباری       | محمود قراملکی  |                        |
| معلم                        |                      |                |                        |
| هوار                        | سعید دبیری           | محمود قراملکی  | واروژان                |
| ناز قو                      | سعید دبیری           | سیاوش قمیشی    | اریک آرکانت            |
| من و غم تنهایی              | پرویز وکیلی          | حسن لشگری      |                        |
| چرا چرا (با گوگوش)          | محمدعلی شیرازی       | پرویز غیاثیان  | پرویز غیاثیان          |

### یاد اون روزها ۲
| نام ترانه                 | ترانه‌سرا      | آهنگساز        | تنظیم                  |
| ------------------------- | ------------- | -------------- | ---------------------- |
| دخترک مهربون              | رضا شمسا      | محمود قراملکی  | محمود قراملکی          |
| اون به عشق ما حسودی می‌کنه | سعید دبیری    | محمود قراملکی  | محمود قراملکی          |
| دل من غصه رو باور می‌کنه   | سعید دبیری    | محمود قراملکی  | محمود قراملکی          |
| امروز و فردا (گناه)       | اردلان سرفراز | حسن شماعی‌زاده  | سیمون آوانسیان         |
| یاد اون روزها             | کریم محمودی   | پرویز غیاثیان  | پرویز غیاثیان          |
| عزیزم                     | سعید دبیری    | ترکی استانبولی |                        |
| تنگ بلور                  | کریم فکور     | محمود قراملکی  | آندرانیک               |
| مگه نه                    | اصغر واقدی    | محمود قراملکی  | آندرانیک               |
| ساحل (قصۀ ماهی و دریا)    |               | تقدسی          | گروه هنرهای زیبای کشور |
| ماهیگیر                   |               |                |                        |
| وداع                      |               |                |                        |
| اسم                       | رضا شمسا      | ترکی استانبولی | مجتبی میرزاده          |

### فال
| نام ترانه | ترانه‌سرا         | آهنگساز          | تنظیم          | انتشار |
| --------- | ---------------- | ---------------- | -------------- | ------ |
| نمی‌تونم   | جهانگیری         | پرویز قدرخانی    | نیکان ابراهیمی | ۱۳۸۵   |
| هوار      | سعید دبیری       | محمود قراملکی    | واروژان        | ۱۳۸۵   |
| فال       | شیدا قهرمانی     | نیکان ابراهیمی   | نیکان ابراهیمی | ۱۳۸۵   |
| تولد عشق  | رضا شمسا         | محمود قراملکی    | مجتبی میرزاده  | ۱۳۸۵   |
| به من نگو | محمود قراملکی    | محمود قراملکی    | مجتبی میرزاده  | ۱۳۸۵   |
| آی دختر   | آذر صراف پور     | ترکی استانبولی   | نیکان ابراهیمی | ۱۳۸۵   |
| بوم بم    | کریم فکور        | یونانی           | نیکان ابراهیمی | ۱۳۸۵   |
| آواز عشق  | علی آریان ریحانی | علی آریان ریحانی | سیامک          | ۱۳۸۵   |

### عشق و نیایش
| نام ترانه     | ترانه‌سرا       | آهنگساز    | تنظیم | انتشار |
| ------------- | -------------- | ---------- | ----- | ------ |
| عزیزی         | کینوش شهروزی   | عربی       | آرمن  | ۱۳۷۹   |
| الله الله     | امیر رسایی     | ترکی       | آرمن  | ۱۳۷۹   |
| نزن نزن       | امیر رسایی     | ترکی       | آرمن  | ۱۳۷۹   |
| عشق تازه      | کینوش شهروزی   | عربی       | آرمن  | ۱۳۷۹   |
| برباد رفته    | میشا جاودانی   | عماد رام   | آرمن  | ۱۳۷۹   |
| به دادم رسیده | مسعود امینی    | عربی       | آرمن  | ۱۳۷۹   |
| سیزده‌بدر      | امیر رسایی     | امیر رسایی | آرمن  | ۱۳۷۹   |
| فال‌بین        | بامداد جویباری | ایرج طاهری | آرمن  | ۱۳۷۹   |

### قبیله
| نام ترانه      | ترانه‌سرا      | آهنگساز        | تنظیم           | انتشار |
| -------------- | ------------- | -------------- | --------------- | ------ |
| قبیله          | اردلان سرفراز | فولکلور گیلانی | رازمیک میناسیان | ۱۳۷۵   |
| گلی گلی        | علی شیبانی    | علی شیبانی     | رازمیک میناسیان | ۱۳۷۵   |
| رفتم من از یاد | کریم فکور     | سیاوش قمیشی    | رازمیک میناسیان | ۱۳۷۵   |
| ای ایران       | کینوش شهروزی  | امیر رسایی     | رازمیک میناسیان | ۱۳۷۵   |
| گل منی         | میشا جاودانی  | ترکی           | رازمیک میناسیان | ۱۳۷۵   |
| بیا بریم کوه   | کریم فکور     | فولکلور        | رازمیک میناسیان | ۱۳۷۵   |
| خار            | مانی مطیعی    | کوروش یغمایی   | رازمیک میناسیان | ۱۳۷۵   |
| دستمال دست     | رضا شمسا      | محمود قراملکی  | رازمیک میناسیان | ۱۳۷۵   |

### میخونه
| نام ترانه | ترانه‌سرا      | آهنگساز                      | تنظیم           | انتشار |
| --------- | ------------- | ---------------------------- | --------------- | ------ |
| دیدی      | حسین جهانگیری | خارجی                        | کاوه حقیقی      | ۱۳۷۳   |
| می‌میرم من | حسین جهانگیری | شهریار                       | کاوه حقیقی      | ۱۳۷۳   |
| عزیزم     | سعید دبیری    | بر اساس ملودی ترکی استانبولی | رازمیک میناسیان | ۱۳۷۳   |
| موج       | حسین جهانگیری | شهریار                       | آرمن            | ۱۳۷۳   |
| میخونه    | حسین جهانگیری | شهریار                       | کاوه حقیقی      | ۱۳۷۳   |
| اسم       | رضا شمسا      | ترکی استانبولی               | رازمیک میناسیان | ۱۳۷۳   |
| عشق من    | امیر رسایی    | امیر رسایی                   | کاوه حقیقی      | ۱۳۷۳   |
| مادر      | حسین جهانگیری | شهریار                       | آرمن            | ۱۳۷۳   |

### عزیزم
| نام ترانه                | ترانه‌سرا                      | آهنگساز                      | تنظیم         | انتشار |
| ------------------------ | ----------------------------- | ---------------------------- | ------------- | ------ |
| سایه به سایه             | رضا شمسا                      | محمود قراملکی                | مهدی رستمیان  | ۱۳۹۱   |
| عزیزم                    | سعید دبیری                    | بر اساس ملودی ترکی           | مهدی رستمیان  | ۱۳۹۱   |
| این روزا                 | علی فروزان                    | مهدی رستمیان                 | مهدی رستمیان  | ۱۳۹۱   |
| آب و آتش                 | صالح سنگبر (فولکلور هرمزگانی) | حمید سعید (فولکلور هرمزگانی) | بیژن قادری    | ۱۳۹۱   |
| این قصه                  | سعید دبیری                    | فرشاد                        | فرشاد         | ۱۳۹۱   |
| چشم ندارن (امروز و فردا) | اردلان سرفراز                 | حسن شماعی‌زاده                | مهدی رستمیان  | ۱۳۹۱   |
| رَووم صحرا                | پرویز وکیلی                   | سورن الکساندر                | مهدی رستمیان  | ۱۳۹۱   |
| ایران                    | سعید دبیری                    | مهدی رستمیان                 | مهدی رستمیان  | ۱۳۹۱   |
| دختر مهربون              | رضا شمسا                      | محمود قراملکی                | مهدی رستمیان  | ۱۳۹۱   |
| نه همدمی                 | امیر رسایی                    | عربی                         | فرید نوری     | ۱۳۹۱   |
| دامن صحرا                | کریم فکور                     | زاون اوهانیان                | زاون اوهانیان |        |

### تک آهنگ
| نام ترانه                           | ترانه‌سرا             | آهنگساز                      | تنظیم‌کننده                                                    | اجرا |
| چرا و کجا (با پوران)                | کریم فکور            | رضا ناروند                   | اسفندیار منفردزاده                                            | ۱۳۴۱ |
| ماهیگیر                             | کریم فکور            | رضا ناروند                   | ارکستر دانشجویان دانشگاه تهران                                | ۱۳۴۱ |
| عشق بی‌فرجام (با پوران)              | هدایت‌الله نیرسینا    | رضا ناروند                   | رضا ناروند                                                    | ۱۳۴۳ |
| وداع (با بهشته)                     | کریم فکور            | رضا ناروند                   | رضا ناروند                                                    |      |
| سفر (با رامش)                       | پرویز خطیبی          | سلیمان اکبری                 | سلیمان اکبری                                                  | ۱۳۴۴ |
| تو بگو چه کنم؟                      |                      | زاون اوهانیان                | زاون اوهانیان                                                 |      |
| نیامدی (حلقۀ طلا)                   | کریم فکور            | سلیمان اکبری                 | سلیمان اکبری                                                  |      |
| خورشید آسمان (همراه با آلیس الوندی) | تورج نگهبان          | بابک افشار                   | ارکستر برنامۀ زنگوله‌ها                                        | ۱۳۴۶ |
| قاپاما (ارمنی)                      | فولکلور ارمنی        | فولکلور ارمنی                | ارکستر برنامۀ زنگوله‌ها                                        | ۱۳۴۶ |
| امروز و فردا می‌کنی                  | ابوالقاسم زارعی      | حسن لشگری                    | زاون اوهانیان                                                 | ۱۳۴۸ |
| چشم سیاه داری                       | بامداد جویباری       | فولکلور افغانستانی           |                                                               | ۱۳۴۹ |
| دل من پر می‌زنه                      | بامداد جویباری       | پرویز اتابکی                 |                                                               | ۱۳۴۹ |
| تو رو فریاد می‌زنم                   | پرویز وکیلی          | حسن لشگری                    |                                                               | ۱۳۵۱ |
| باور مکن                            | کریم محمودی          | محمود قراملکی                | ناصر چشم‌آذر                                                   | ۱۳۵۳ |
| کوه به کوه نمی‌رسه (نامه)            | کریم محمودی          | پرویز غیاثیان                | پرویز غیاثیان                                                 | ۱۳۴۹ |
| وسوسه                               | سعید دبیری           | محمود قراملکی                | ناصر چشم‌آذر                                                   | ۱۳۵۲ |
| یار رؤیایی (با رامش)                | رضا شمسا             | پرویز مقصدی                  | پرویز مقصدی                                                   | ۱۳۴۸ |
| دلم راضی نمی‌شه (با رامش)            | رضا شمسا             | پرویز مقصدی                  | پرویز مقصدی                                                   | ۱۳۴۸ |
| شِکوه                                | رضا شمسا             | پرویز مقصدی                  | پرویز مقصدی                                                   | ۱۳۴۸ |
| وقتی چشمات پر خوابه                 | عباس کارگر           | محمود قراملکی                | محمود قراملکی                                                 | ۱۳۴۸ |
| گربه شاخت نزنه                      | عباس کارگر           | محمود قراملکی                | محمود قراملکی                                                 | ۱۳۴۸ |
| بوم پم (بهار بی‌قرار)                | رضا شمسا             | پانوس گاوالاس (یونانی)       |                                                               | ۱۳۴۸ |
| هزار و یک وعده                      | پرویز وکیلی          | نیکوش میماریس (یونانی)       | بابک افشار                                                    |      |
| بیدار                               | تورج نگهبان          | ناصر تبریزی                  | ناصر تبریزی                                                   | ۱۳۴۷ |
| فال‌بین (با پرتو)                    | ایرج طاهری           | ایرج طاهری                   | ایرج طاهری                                                    | ۱۳۴۷ |
| فانوس                               | تورج نگهبان          | پرویز اتابکی                 | ارکستر برنامۀ زنگوله‌ها                                        | ۱۳۴۶ |
| افسوس                               | طوفانی               | حسن لشگری                    | حسن لشگری                                                     | ۱۳۴۶ |
| نفرین بر دل                         | پرویز وکیلی          | آپوستولوش کالداراس (یونانی)  | بابک افشار                                                    |      |
| نیامدی                              |                      |                              |                                                               |      |
| برنمی‌گردد                           | تورج نگهبان          | اونگلوش سوکاس (یونانی)       | ناصر تبریزی                                                   |      |
| حق داری                             | محمدعلی شیرازی       | افشین مقراضی                 | افشین مقراضی                                                  | ۱۳۴۸ |
| دستمال دستت                         | رضا شمسا             | محمود قراملکی                | محمود قراملکی                                                 | ۱۳۵۰ |
| سلام نکردی                          | کریم محمودی          | محمود قراملکی                | محمود قراملکی                                                 | ۱۳۵۰ |
| قصر طلا                             | رضا شمسا             | محمود قراملکی                | محمود قراملکی                                                 | ۱۳۵۰ |
| سایه به سایه                        | رضا شمسا             | محمود قراملکی                | محمود قراملکی                                                 | ۱۳۵۰ |
| از من بپرهیز                        | علیرضا طبایی (شهرام) | پرویز مقصدی                  | پرویز مقصدی                                                   | ۱۳۴۸ |
| مرد غم                              | سعید دبیری           | محمود قراملکی                | آندرانیک                                                      | ۱۳۴۹ |
| ای زندگی                            | عبدالله الفت         | محمود قراملکی                | اجرای اول: مارسل استپانیان و آندرانیک، اجرای دوم: ناصر چشم‌آذر | ۱۳۵۴ |
| گریه                                | اردلان سرفراز        | حسن شماعی‌زاده                | سیمون آوانسیان                                                | ۱۳۵۱ |
| می‌گریزم                             |                      | آندرانیک                     | مارسل استپانیان                                               | ۱۳۵۱ |
| آی دختر                             | آذر صراف پور         | ترکی استانبولی               | آندرانیک                                                      | ۱۳۵۱ |
| چشمه                                | اردلان سرفراز        | حسن شماعی‌زاده                | حسن شماعی‌زاده                                                 | ۱۳۵۱ |
| نکنه یادت بره                       | آذر صراف پور         | حسن لشگری                    | آندرانیک                                                      | ۱۳۵۱ |
| تنگ بلور                            | کریم فکور            | محمود قراملکی                | آندرانیک                                                      | ۱۳۵۲ |
| طناب غم                             | سعید دبیری           | محمود قراملکی                | ناصر چشم‌آذر                                                   | ۱۳۵۲ |
| پل                                  | اصغر واقدی           | محمود قراملکی                | واروژان                                                       | ۱۳۵۴ |
| آفتاب عشق                           | رضا شمسا             | محمود قراملکی                | مجتبی میرزاده                                                 | ۱۳۵۵ |
| شهر غم                              | میشا جاودانی         | عماد رام                     | عماد رام                                                      | ۱۳۶۶ |
| عاشقی گناهه                         | میشا جاودانی         | عماد رام                     | عماد رام                                                      | ۱۳۶۶ |
| تو بودی                             | بهنام حیدری‌فخر       | عربی                         | محمد امید                                                     | ۱۳۹۶ |
| صدای شکستن                          | اکبر آزاد            | ترکی استانبولی               | محمد امید                                                     | ۱۳۹۹ |
| غریبی نکن                           | مهتاب علامه          | مهدی رستمیان                 | مهدی رستمیان                                                  | ۱۳۹۸ |
| سلام                                | اکبر آزاد            | اسپانیولی                    | محمد پاکروان                                                  | ۱۴۰۰ |
| دوستت دارم                          | افغانستانی           | افغانستانی                   | محمد پاکروان                                                  | ۱۴۰۰ |
| عاشقی                               | سعید دبیری           | احمد درخشان                  | محمد پاکروان                                                  | ۱۴۰۱ |
| گربه شاخت نزنه (بازخوانی)           | عباس کارگر           | محمود قراملکی                | علی امرجی                                                     | ۱۴۰۱ |
| لبخند                               | مانی عارفی           | فولکلور گرجستانی، فرید صدیقی | فرید صدیقی                                                    | ۱۴۰۱ |
| عطر تو                              | تارا خلعتبری         | ترکی                         | محمد پاکروان                                                  | ۱۴۰۲ |
| سفر                                 | فردین نمیرانیان      | احمد درخشان                  | محمد پاکروان                                                  | ۱۴۰۲ |
| [ ۳ ] [ ۴ ]                         |                      |                              |                                                               |      |